# Liste der National Historic Sites of Canada in den Nordwest-Territorien
Diese Liste beinhaltet alle Bauwerke, Objekte und Stätten in den kanadischen Nordwest-Territorien, die den Status einer National Historic Site of Canada (französisch lieu historique national du Canada) besitzen. Das Historic Sites and Monuments Board of Canada, als Behörde im Geschäftsbereich des kanadischen Bundesumweltministeriums, nahm bisher (Stand: Dezember 2022) zwölf Stätten in diese Liste auf. Von diesen Stätten wird zurzeit eine von Parks Canada verwaltet.

## National Historic Sites
| Historische Stätte               | Datum                | Kenn- zeichnung | Standort                                            | Beschreibung | Foto                             |
| -------------------------------- | -------------------- | --------------- | --------------------------------------------------- | --- | -------------------------------- |
| Church of Our Lady of Good Hope  | 1885 (Bauende)       | 1977            | Fort Good Hope 66° 15′ 7″ N, 128° 38′ 39″ W         | Frühe Missionskirche der Oblaten mit bemerkenswerter Innenausstattung.                                                                                 | Church of Our Lady of Good Hope  |
| Déline Fishery / Franklin’s Fort | 1825 (Gründung)      | 1996            | Déline 65° 11′ 11″ N, 123° 24′ 57″ W                | Handelsstation der Hudson’s Bay Company; Winterlager des Polarforschers Sir John Franklin und seiner zweiten Expedition.                               | Déline Fishery / Franklin’s Fort |
| Ehdaa                            |                      | 2002            | Fort Simpson 61° 51′ 47″ N, 121° 21′ 18″ W          | Traditioneller Versammlungsort der Dene. | Ehdaa                            |
| Fort McPherson                   | 1840 (Gründung)      | 1969            | Fort McPherson 67° 26′ 20″ N, 134° 52′ 51″ W        | Kulturlandschaft der Gwich'in; Handelsniederlassung der Hudson’s Bay Company.                                                                          | Fort McPherson                   |
| Fort Reliance                    | 1834 (Gründung)      | 1953            | Fort Reliance 62° 42′ 46″ N, 109° 9′ 53″ W          | Älteste kontinuierlich betriebene Handelsniederlassung der Hudson’s Bay Company; Hauptquartier der Expedition von Kapitän George Back.                 |                                  |
| Fort Resolution                  | 1819 (Gründung)      | 1973            | Fort Resolution 61° 10′ 14″ N, 113° 40′ 16″ W       | Älteste Niederlassung der North West Company am Großen Sklavensee.                                                                                     | Fort Resolution                  |
| Fort Simpson                     | 1804/1822 (Gründung) | 1969            | Fort Simpson 61° 51′ 44″ N, 121° 21′ 12″ W          | Niederlassungen der North West Company und der Hudson’s Bay Company.                                                                                   | Fort Simpson                     |
| Hay River Mission                | 1901–1940            | 1992            | Hay River Reserve 60° 51′ 28″ N, 115° 43′ 26″ W     | Missionsstation von großer Bedeutung für Gemeinschaft der Dene.                                                                                        | Hay River Mission                |
| Kittigazuit                      |                      | 1978            | Region 1, Unorganized 69° 20′ 25″ N, 133° 41′ 50″ W | Archäologische Fundstätte einer von ca. 1400 bis 1900 bewohnten Siedlung; Geschichte und Kultur der Beluga jagenden Kittegaryumiut im Mackenzie-Delta. | Kittigazuit                      |
| Nagwichoonjik                    |                      | 1997            | Tsiigehtchic 67° 27′ 9″ N, 133° 44′ 54″ W           | Fluss durch das traditionelle Siedlungsgebiet der Gwichya Gwich’in; kulturelle, soziale und spirituelle Bedeutung.                                     | Nagwichoonjik                    |
| Parry’s Rock                     | 1819–1820 (Ereignis) | 1930            | Region 1, Unorganized 74° 46′ 2″ N, 110° 38′ 8″ W   | Winterquartier des Polarforschers William Edward Parry während seiner Expedition zur Nordwestpassage.                                                  | Parry’s Rock                     |
| Sahoyúé-§ehdacho                 |                      | 1996            | Region 2, Unorganized 65° 20′ 1″ N, 121° 0′ 6″ W    | Zwei Halbinseln (Sahoyúé und Edacho) am Großen Bärensee, bedeutend für die Kultur der Dene.                                                            | Bear Mountain                    |